# Brief Candle (Zvezdna vrata SG-1)
Brief Candle je naslov epizode znanstveno-fantastične serije Zvezdna vrata, v kateri se O'Neill s posadko odpravi skozi zvezdna vrata na planet Argos, kjer v templju naletijo na mladenko sredi poroda. Ker ji Daniel Jackson pomaga pri porodu, je ekipa takoj lepo sprejeta.  Povabljeni so na praznovanje, na katerem spoznajo civilizacijo lepih in srečnih ljudi, ki zelo spominja na minojsko kulturo. Ti ljudje same sebe imenujejo Izbrani, ker naj bi jih na ta planet pripeljal njihov bog Pelop in jim namenil lagodno življenje ob uživanju in zabavah. 
O'Neill spozna žensko po imenu Kynthia, ki mu ponudi kolač. O'Neill ga poje in je močno presenečen, ko izve, da je to na Argosu smatrano kot poročni obred. Ne glede na to sledi Kynthii, s katero ima tudi intimne odnose. Ekipi SG-1 se zdi zelo nenavadno, ko vsi domačini ob sončnem zahodu hkrati zaspijo, kmalu za tem pa zaspi tudi O'Neill, zato ekipa sumi, da je za to kriv Kynthiin kolač.
Naslednji dan ekipa opazi, da je otrok, ki mu je dr. Jackson pomagal na svet, v kratkem času zrastel za kakšno leto in nato začne spraševati domačine po njihovi starosti. Z grozo ugotovijo, da se starost teh ljudi meri v dnevih in po napisih v templju spoznajo, da je te ljudi Pelop uporabil za preučevanje človeškega življenjskega cikla, pri čemer je njihovo staranje pospešil približno za stokrat. Dodaten problem se pojavi, ko se začne starati tudi O'Neill - in to veliko hitreje, kot pa domačini. Dr. Fraiser v bazi SGC oceni, da bo O'Neill tako umrl od starosti v le dveh tednih, če seveda ne odkrije rešitve.
Izkaže se, da ima O'Neill enako kot domačini v krvi nanodelce, ki so odgovorni za staranje in presegajo vsako zemeljsko tehnologijo, zaradi česar dr. Fraiser izrazi dvom, da bo problem rešila dovolj hitro, da bo O'Neill preživel. K sreči pa O'Neill, ki ostane na Argosu ugotovi, da se z odhodom dlje stran od vasi (ljudje na Argosu so verovali, da je to strogo prepovedano) lahko izogne spanju ponoči ter iz tega sklepa, da je v sami vasi nekaj, kar povzroča hitro staranje. Ko o tem obvesti preostale člane ekipe SG-1, v Pelopovem kipu odkrijejo nekakšen oddajnik, ki povzroči, da ljudje zaspijo in se zjutraj zbudijo. Ta oddajnik jim uspe izklopiti, s čimer se izboljša O'Neillovo stanje, pa tudi prebivalci Argosa po novem živijo z normalno življenjsko dobo.